# Hypodryas herri
Hypodryas herri är en fjärilsart som beskrevs av Gunder 1929. Hypodryas herri ingår i släktet Hypodryas och familjen praktfjärilar. Inga underarter finns listade i Catalogue of Life.